# Giuseppe Acerbi
Giuseppe Acerbi (Castel Goffredo, 3 mei 1773 - 25 augustus 1846) was een Italiaans natuuronderzoeker, ontdekkingsreiziger en componist.

## Biografie
Acerbi werd geboren in Castel Goffredo. In 1798 reisde hij naar Lapland en publiceerde zijn ervaringen in Reizen door Zweden, Finland en Lapland tot de Noordkaap in de jaren 1798 en 1799 (1802).
Daar verzamelde hij een aantal Finse folk melodieën die hij gebruikte in een Clarinet Concerto. Dit was de eerste keer dat een Finse melodie werd gebruikt in klassieke muziek.

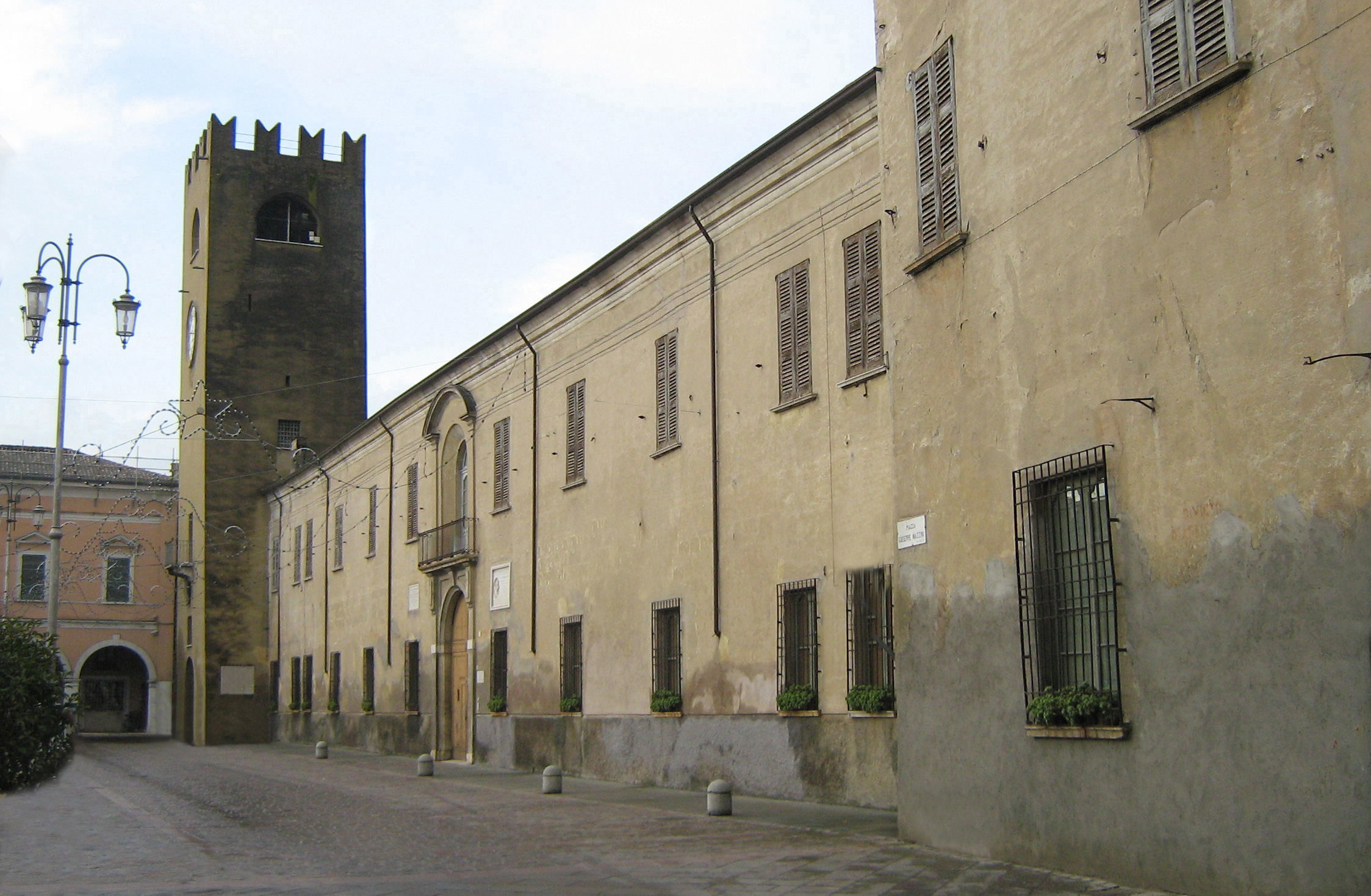
Castel Goffredo, Gonzaga-Acerbi Building

- Bibsys: 99026235
- Bibliothèque nationale de France: cb127898340 (data)
- Author citation (botany): Acerbi
- CiNii: DA10298543
- Gemeinsame Normdatei: 119372843
- International Standard Name Identifier: 0000 0001 0837 243X
- Library of Congress Control Number: n80159281
- Nationale Bibliotheek van Tsjechië: jo20231200597
- Nationale bibliotheek van Australië: 35837589
- Nederlandse Thesaurus van Auteursnamen: 071453237
- Réseau des bibliothèques de Suisse occidentale: 02-A002906378
- RKD-Nederlands Instituut voor Kunstgeschiedenis: 125202
- Istituto Centrale per il Catalogo Unico: SBLV093060
- LIBRIS: 176047
- SNAC: w60s03wn
- Système universitaire de documentation: 035540702
- Trove: 1109776
- Union List of Artist Names: 500547117
- Virtual International Authority File: 3145971337532330638